# سوارا بربیسا
سوارا بربیسا (انگلیسی: Soeara Berbisa) یک فیلم تولید کشور هند شرقی هلند است که در سال ۱۹۴۱ منتشر شد. این فیلم به تهیه کنندگی انگ هاک لیم و کارگردانی آر هو و به سفارش یونین فیلمز ساخته شد. در این فیلم رندرا کارنو ایفای نقش کرده است.